# أودو فروتشن
أودو فروتشن (بالإنجليزية: Udo Fortune)‏ هو لاعب كرة قدم نيجيري، ولد في 2 فبراير 1988 في لاغوس في نيجيريا. شارك مع منتخب نيجيريا تحت 20 سنة لكرة القدم. أما مع النوادي، فقد لعب مع باليستيير خالسا وبرسيب باندونغ ونادي آريما كرونوس ونادي بيكامكس بين دونغ.

## وصلات خارجية
- أودو فروتشن على موقع قاعدة بيانات كرة القدم.إي يو (الإنجليزية)
- أودو فروتشن على موقع Soccerway.com (الإنجليزية)